# Rhynchacris
Rhynchacris is een geslacht van Phasmatodea uit de familie Pseudophasmatidae. De wetenschappelijke naam van dit geslacht is voor het eerst geldig gepubliceerd in 1908 door Redtenbacher.

## Soorten
Het geslacht Rhynchacris omvat de volgende soorten:
- Rhynchacris bigibbus (Rehn, 1904)
- Rhynchacris chocoense Hennemann & Conle, 2012
- Rhynchacris harroweri (Hebard, 1923)
- Rhynchacris ornata Redtenbacher, 1908